# Сім'я Камали Гарріс
Камала Гарріс — 49-й віцепрезидент Сполучених Штатів. Гарріс раніше була молодшим сенатором США від Каліфорнії, а до обрання в Сенат вона працювала 32-м генеральним прокурором Каліфорнії. Її родина включає кількох членів, які є відомими в політиці та наукових колах.
По материнській лінії Гарріс походить з Тамілнаду, Індія. Її предки по батьківській лінії походять із Сент-Анн, Ямайка. Вона одружена з американським адвокатом у сфері розваг і професором права Дугласом Емхоффом.

## Найближчі родичі

### Даґлас Емгофф

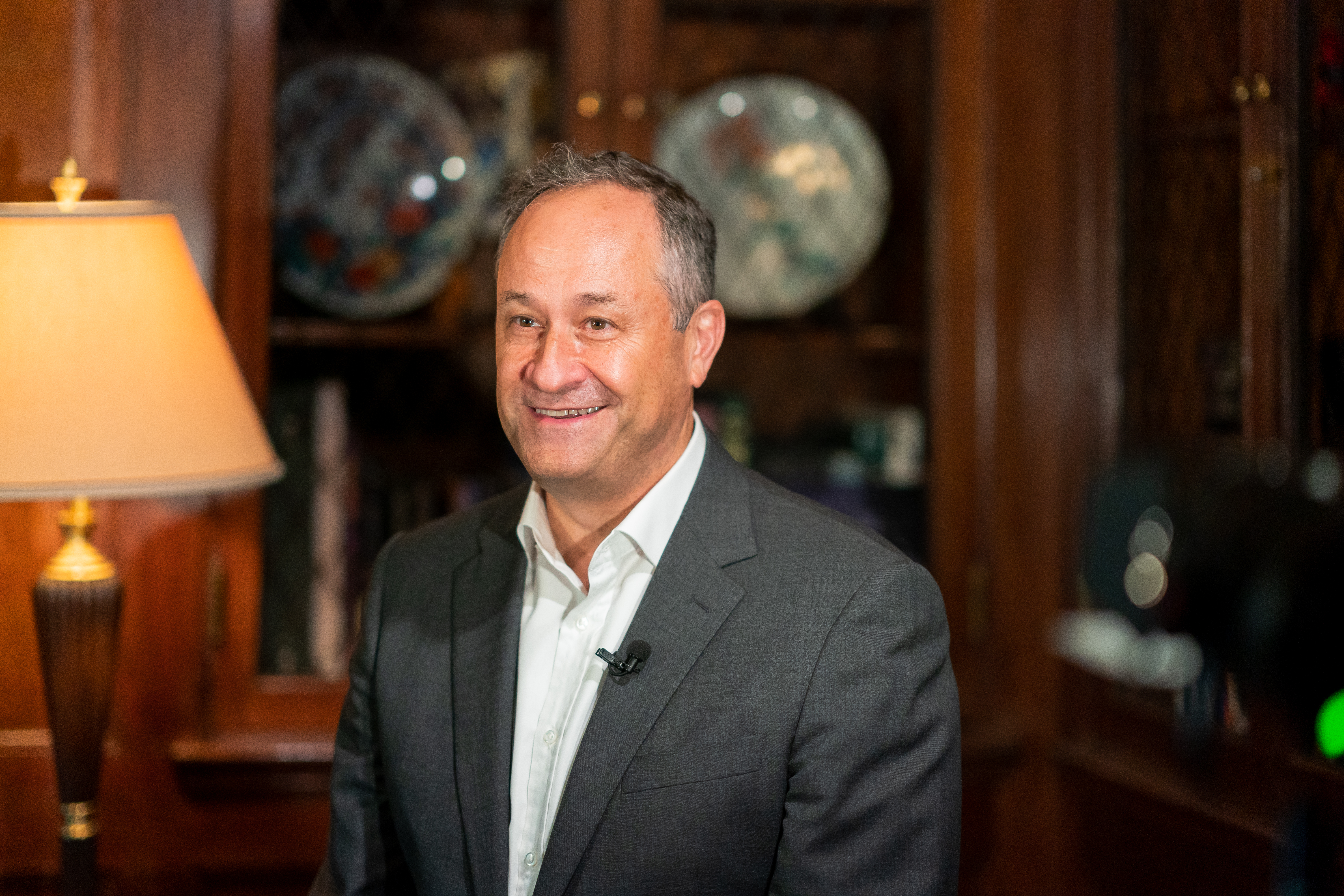
Дуглас Емхофф у 2021 році

Даґлас Емгофф — чоловік Камали Гарріс. Він народився в родині євреїв Майкла та Барбари Емхофф у Брукліні, Нью-Йорк. Він жив у Нью-Джерсі з 1969 по 1981 рік, переїхавши з родиною до Каліфорнії, коли йому було 17 років. Емхофф закінчив Університет штату Каліфорнія, Нортрідж і Школу права USC Gould. Він одружився з кінопродюсеркою Керстін Емхофф (уроджена Маккін) у 1992 році; вони розлучилися в 2008 році після 16 років і двох дітей. Він одружився з Гарріс 22 серпня 2014 року в Санта-Барбарі, штат Каліфорнія, за участю сестри Гарріс — Маї Гарріс.
Емхофф займається судовими процесами в індустрії розваг і розпочав свою кар'єру в судовій групі Pillsbury Winthrop. Пізніше наприкінці 1990-х років він перейшов до бутик-фірми Belin Rawlings & Badal. У 2000 році разом з Беном Вітвеллом він відкрив власну фірму. У 2006 році компанія була придбана Venable. Емхофф приєднався до DLA Piper як партнер у 2017 році, працюючи в офісах у Вашингтоні, округ Колумбія, і Каліфорнії. Після оголошення про те, що його дружина стане напарником Джо Байдена на президентських виборах у Сполучених Штатах у 2020 році, Емхофф пішов у відпустку з фірми. Після того, як Байден-Харріс виграли, кампанія оголосила, що Емхофф назавжди залишить DLA Piper до дня інавгурації, щоб уникнути конфлікту інтересів.

### Коул Емхофф

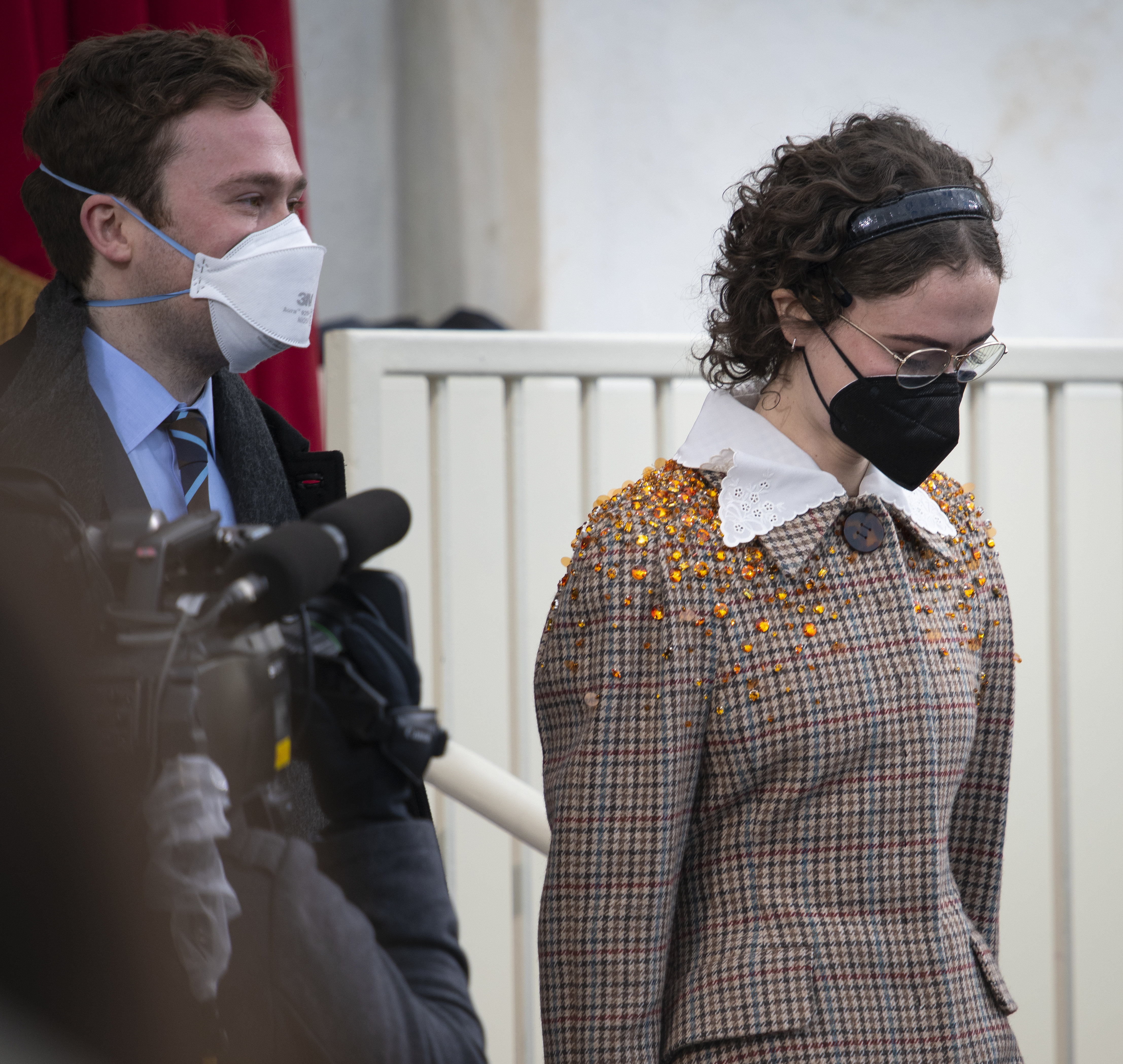
Коул і Елла Емхофф у 2021 році

Коул Маккін Емхофф є пасинком Камали Гарріс від її шлюбу з Дугом Емхоффом. Він народився 15 вересня 1994 року в родині Керстін Емхофф і був названий на честь джазового музиканта Джона Колтрейна. Емхофф закінчив коледж Колорадо зі ступенем бакалавра психології. Емхофф був асистентом у William Morris Endeavour, перш ніж стати виконавчим асистентом у Plan B Entertainment. Він одружився з Грінлі Літлджон 14 жовтня 2023 року на церемонії в Лос-Анджелесі.

### Елла Емхофф
Елла Емгофф є падчеркою Камали Гарріс через її шлюб з Дугом Емхоффом. Вона народилася 29 травня 1999 року в родині Керстін Емхофф і була названа на честь джазової співачки Елли Фіцджеральд. У 2014 році вона знялася в кліпі на пісню Бо Бернхема «Repeat Stuff». У 2018 році Емхофф закінчила середню школу в Лос-Анджелесі, де була в команді з плавання. Вона художниця, яка спеціалізується на одязі та текстилі в Школі дизайну Парсонса. Вона розробила свою денну сукню для інавгурації разом з дизайнером Batsheva Hay.

## Батьки

### Шаямала Ґопалан
Шаямала Ґопалан була матір'ю Камали Гарріс. Шьямала (7 грудня 1938 — 11 лютого 2009) була вченим-біологом у Національній лабораторії Лоуренса Берклі, чия робота з виділення та характеристики гена рецептора прогестерону стимулювала прогрес у біології молочної залози та онкології.

### Дональд Дж. Гарріс
Дональд Дж. Гарріс є батьком Камали Гарріс. Він є ямайсько-американським економістом і почесним професором Стенфордського університету, родом із Сент-Енн-Бей, Ямайка. Гарріс ямайського походження народився 23 серпня 1938 року в родині Беріл Крісті Гарріс (уроджена Фінеган) та Оскара Джозефа Гарріса. Він виріс у районі Орандж-Гілл округу Сент-Енн, поблизу Браун-Тауна. Гарріс отримав ступінь бакалавра мистецтв в Університетському коледжі Вест-Індії в 1960 році. У 1963 році він приїхав до Сполучених Штатів, щоб отримати ступінь доктора філософії в Каліфорнійському університеті в Берклі, яку він закінчив у 1966 році. Він познайомився зі своєю майбутньою дружиною Шьямалою Гопалан через рух за громадянські права. Гарріс був доцентом в Університеті Іллінойсу в Урбана-Шампейн з 1966 по 1967 рік і в Північно-Західному університеті з 1967 по 1968 рік. Він переїхав до Університету Вісконсіна-Медісона як доцент у 1968 році. У 1972 році він приєднався до факультету Стенфордського університету як професор економіки. У 1986—1987 роках він керував вищою школою соціальних наук Консорціуму при Університеті Вест-Індії. Він був стипендіатом програми Фулбрайта в Бразилії в 1990 і 1991 роках і в Мексиці в 1992 році. У 1998 році він пішов у відставку зі Стенфордського університету, ставши почесним професором.

## Інші родичі

### Мая Гарріс
Мая Гарріс — молодша сестра Камали Гарріс. Вона народилася в Шампейн-Урбані, штат Іллінойс, і виросла в районі затоки Сан-Франциско та Монреалі. Вона народила єдину дитину Міну Гарріс у віці 17 років. Гарріс отримала ступінь бакалавра мистецтв в Каліфорнійському університеті в Берклі та отримала ступінь доктора права в Стенфордській юридичній школі. Вона працює юристом, захисником публічної політики та телевізійним коментатором. Гарріс вийшла заміж за адвоката Тоні Веста в липні 1998 року.

### Міна Гарріс
Міна Гарріс — племінниця Камали Гарріс. Вона народилася в Окленді, штат Каліфорнія, в 1984 році. Гарріс отримала ступінь бакалавра в Стенфордському університеті та ступінь доктора права в Гарвардській школі права. Вона юрист і автор дитячих книг. Вона заснувала кампанію з підвищення обізнаності з питань соціальної політики. Її дитяча книга 2020 року заснована на історії життя її матері та тітки. Гарріс та її чоловік Ніколас Аджагу мають двох дочок.

### П.В.Ґопалан
П. В. Ґопалан (1911 — лютий 1998) був дідусем по материнській лінії Камали Гарріс. Ґопалан був кар'єрним державним службовцем, зрештою обійняв посаду спільного секретаря уряду Індії в Міністерстві праці, зайнятості та реабілітації. Пізніше він був призначений урядом Замбії і жив у Лусаці як директор із надання допомоги біженцям, щоб допомогти Замбії впоратися з потоком біженців із Південної Родезії (нині Зімбабве). Ґопалан і його дружина Раджам походили зі штату Таміл Наду і одружилися за домовленістю. У них було четверо дітей. Їхня старша дочка Шьямала стала вченим у США та Канаді. Їхній син Балачандран отримав ступінь доктора філософії з економіки та інформатики в Університеті Вісконсін-Медісон і повернувся до академічної кар'єри в Індії. Їхня донька Сарала — акушер, яка працювала в прибережному місті Ченнаї, Індія. Їхня молодша дочка Махалакшмі — інформатик, працювала в уряді Онтаріо.